# Corley (Royaume-Uni)
Pour les articles homonymes, voir Corley.
Corley est un village et une paroisse civile du Warwickshire, en Angleterre.

## Toponymie
Corley est un toponyme d'origine vieil-anglaise. Il désigne une clairière dans les bois (lēah) où passent des grues ou des hérons (corn). Il est attesté pour la première fois dans le Domesday Book, compilé en 1086, sous la forme Cornelie.

## Géographie
Corley est un village du Warwickshire, un comté des Midlands de l'Ouest. Il se situe dans le nord de ce comté. Les grandes villes les plus proches sont Coventry à 8 km au sud-est, Bedworth à 8 km à l'est et Nuneaton à 10 km au nord-est. Le centre-ville de Birmingham se trouve à une trentaine de kilomètres à l'ouest. L'autoroute M6 traverse la paroisse civile d'est en ouest, passant au nord du village de Corley proprement dit. Une aire de repos s'y trouve.
Au Moyen Âge, Corley relève du hundred de Hemlingford (en). Après l'abandon du système des hundreds, il est rattaché au district rural de Meriden (en) de 1894 à 1974, puis au district non métropolitain du North Warwickshire depuis 1974.
Pour les élections à la Chambre des communes, Corley appartient à la circonscription de North Warwickshire.

## Histoire
Une colline fortifiée de l'âge du bronze ou de l'âge de fer se situe au sommet de Burrow Hill, à quelques centaines de mètres à l'est du village.
Le manoir de Corley fait partie de ceux qui ne changent pas de propriétaire au moment de la conquête normande de l'Angleterre. Le Domesday Book rapporte qu'il appartient en 1086 comme en 1066 à un dénommé Godwin, qui le tient directement du roi. En 1086, il compte 9 habitants et sa valeur annuelle est évaluée à 1 livre et 10 shillings.
Son histoire est inconnue jusqu'en 1315, lorsqu'il figure parmi les biens des comtes de Warwick. Ils ont pour tenanciers les Hastings de Fillongley, qui sous-louent à leur tour Corley à la famille de Ringesdon. La transmission du manoir est nébuleuse après la mort de Ralph de Ringesdon en 1284, qui laisse trois sœurs comme co-héritières de Corley. Il passe ultérieurement entre les mains des barons Robert Willoughby (en) (1472-1521) et Fulke Greville (1553-1628).

## Démographie
Au recensement de 2011, la paroisse civile de Corley, qui comprend également les hameaux de Corley Ash au nord et Corley Moor à l'ouest, comptait 668 habitants.
| Année | Population |
| ----- | ---------- |
| 1801  | 291        |
| 1811  | 295        |
| 1821  | 316        |
| 1831  | 307        |
| 1841  | 288        |
| 1851  | 325        |
| 1881  | 300        |
| 1891  | 274        |
| 1901  | 294        |
| 1911  | 333        |
| 1921  | 405        |
| 1931  | 560        |
| 1951  | 932        |
| 1961  | 858        |
| 2011  | 668        |

## Culture locale et patrimoine
L'église paroissiale de Corley est dédiée à Marie. Sa nef remonte au XIIe siècle et son chancel au XIIIe siècle. Restaurée en 1893, c'est un monument classé de grade II* depuis 1961.